# Motorspruta

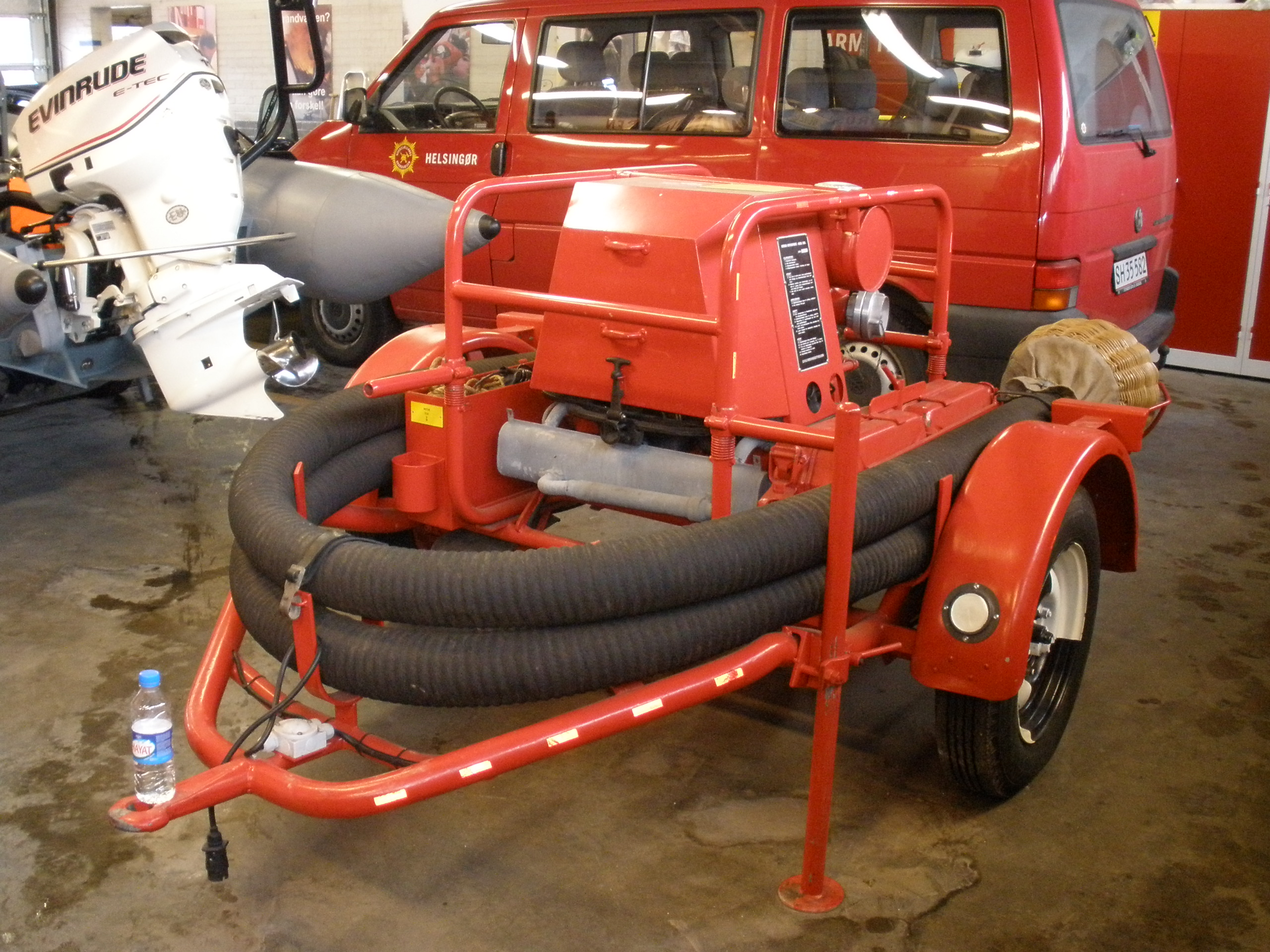
En dansk motorspruta som även kan lyftas av från sitt släp

En motorspruta används ex. av räddningstjänsten vid brandsläckning där man inte har tillgång till brandpostnätet eller när brandpostnätet inte ger tillräckligt med vatten. En motorspruta kan även användas för tryckhöjning då vatten skall transporteras längre sträckor. Motorsprutor är ett samlingsnamn då pumpen drivs av en motor, kan vara bensin, diesel eller elektriska motorer. De första drevs av en fotogenmotor.  Motorsprutor är ofta monterade på ett underrede med hjul och dras efter ett brandfordon.

## Motorsprutor i Sverige
Sveriges första motorspruta tillverkades av AB S. Henrikssons Sprutfabrik och Mek Verkstad i Stockholm 1909 och var hästdragen. 
Svenska tillverkare av motordrivna brandsprutor.
- Ludwigsbergs verkstad Stockholm
- AB S. Henrikssons Sprutfabrik och Mek Verkstad, Stockholm
- Landskrona Nya Mekaniska Verkstads AB
- AB pumpindustri Göteborg
- L A Larssons mek. verkstad Kristinehamn
- V. Svalins mekaniska verkstad, Nyköping
- Wilhelm Rubergs Kristianstad

Svensk standard delar in brandsprutor i olika klasser: 
- En klass 1-spruta skall ge 400 l vid 6 bars tryck.
- En klass 2-spruta skall ge 1200 l vid 10 bars tryck (den skall även kunna bröstas av från sitt släp och bäras av fyra man).
- En klass 3-spruta skall ge 2400 liter vid 10 bars tryck.